# CANDU
CANDU reaktor (akronim za CANada Deuterium Uranium) je težkotlačnovodni reaktor (PHWR), ki so ga izumili v Kanadi. Moderator je težka voda, jedrsko gorivo pa je naravni neobogateni uran (0,72% 235U). Težka voda ima namesto dveh atomov vodika, dva atoma devterija -  D2O. Razvili so ga v poznih 1950ih pri Atomic Energy of Canada Limited (AECL) in Hydro-Electric Power Commission of Ontario in Kanadski GE. Vsi reaktorji za proizvodnjo električne energije v Kanadi so tega tipa, poleg tega se reaktorji CANDU ali njegove izvedenke uporabljajo tudi v Indiji, Pakistanu, Argentini, Južni Koreji, Romuniji in na Kitajskem.
CANDU reaktor generira elektriko precej podobno kot termoelektrarna: kontrolirana jedrska reakcija sprošča toploto, ki se uporablja za generiranje pare, ta para potem žene konvencionalno parno turbino. CANDU uporablja dva hladilna cikla, podobno kot tlačnovodni reaktor. V primarnem ciklu je težka voda, ki služi kot moderator in kot hladilno sredstvo, težka voda je pod visokim tlakom, tako da ne zavre. Težka voda potem v izmenjevalniku (uparjalniku) prenese toploto na sekundarni hladilni cikel, ki ima običajno "lahko" vodo. Para potem žene parno turbino.
Prednosti CANDU reaktorjev so, da se lahko menja gorivo med delovanjem "on line" (reaktorja ni treba izklopiti) in gorivo je neobogateni uran, ki je cenejši kot 4-5% obogateni, ki ga uporabljajo tlačnovodni in vrelovodni reaktorji. CANDU reaktorji lahko tudi delujejo na odpadno gorivo iz tlačnovodnih reaktorjev - t. i. DUPIC (Direct Use of spent PWR fuel In CANDU). Odpadno gorivo ima okrog 1,1% procenta fisilnih materialov kot so 235U in 239Pu, vendar ima tudi druge visokoreaktivne izotope in nevtronske strupe, zaenkrat se ne uporablja. Lahko se uporablja tudi plutonij iz razgrajenih jedrskih bomb.
CANDU reaktor se lahko konfigurira v oplodni reaktor na torij. Torij je v naravi 3X bolj pogost kot uran, vendar naravni torij ni fisilen, zato ga je najprej treba "oploditi".
CANDU uporablja velike količine težke vode, ki je sorazmerno draga.
Trenutno je po svetu v uporabi 29 CANDU reaktorjev in dodatnih 13 derivativov v Indiji.